# Birmitrapur
Birmitrapur är en ort i Indien.   Den ligger i distriktet Sundargarh och delstaten Odisha, i den centrala delen av landet, 1 000 km sydost om huvudstaden New Delhi. Birmitrapur ligger 257 meter över havet och antalet invånare är 27 879.
Terrängen runt Birmitrapur är platt åt sydost, men åt nordväst är den kuperad. Runt Birmitrapur är det ganska tätbefolkat, med 207 invånare per kvadratkilometer. Birmitrapur är det största samhället i trakten. Trakten runt Birmitrapur består till största delen av jordbruksmark.